# Deutsche Volkheit
Deutsche Volkheit ist eine deutsche Buchreihe, die in Jena im Eugen Diederichs Verlag erschien. Sie wurde seit 1925 von Paul Zaunert (1879–1959) herausgegeben, der bei Diederichs bereits seit 1922 Mitherausgeber der Reihe Die Märchen der Weltliteratur war. Sie umfasst insgesamt 77 Bände und erschien von 1925 bis 1931, nach DNB-Angaben zwei Bände noch 1935. Die Reihe versuchte einen Abriss der deutschen Geschichte und Volkskultur vom Gesichtspunkt der „Volkheit“ im goethischen Sinne.
Der Germanist und Hochschullehrer Joseph Otto Plassmann (1895–1964) – ein führendes Mitglied der späteren nationalsozialistischen Forschungsgemeinschaft Deutsches Ahnenerbe – hat an der Schriftenreihe mitgearbeitet; der germanistische Mediävist, Volkskundler und Hochschullehrer Hans Naumann (1886–1951) – einer der Hauptakteure und Redner bei der nationalsozialistischen Bücherverbrennung am 10. Mai 1933 – ebenfalls.
Mitgearbeitet haben aber auch Autoren, die kritisch zum Nationalsozialismus standen und sich auch so geäußert haben. So beispielsweise Will-Erich Peuckert (1885–1969), der als Volkskundler in der Reihe die Rübezahlsagen 1926 herausgab. 1935 wurde ihm die Lehrbefugnis entzogen, ab 1942 durfte er nicht mehr publizieren.

## Bände
- Der Buchdrucker. Walther G. Oschilewski. [1935]
- Scharnhorst und sein Werk. Schumacher, Edgar. 1935
- Freiherr vom Stein. Hermann Hass. [1931]
- Hindenburg, Vater d. Volkes. Friedrich Wilhelm Schaafhausen. [1931]
- Carl August von Weimar. Hellmuth von Maltzahn. [1930]
- Die Musikerfamilie Bach. Ernst Borkowsky. 1930
- Ernst Moritz Arndt. Hans Kern. 1930
- Willibald Pirckheimer. Emil Reicke. [1930]
- Chlodovech und seine Söhne. Heinrich Timerding. 1929
- Das altgermanische Priesterwesen. Paul Herrmann. 1929
- Das deutsche Volksbuch von Karl dem Großen. Paul Zaunert. 1929
- Das Leben Friedrichs des Weisen, Kurfürsten zu Sachsen. Ernst Borkowsky. 1929
- Der deutsche Bauernkrieg. Otto Hermann Brandt. 1929
- Königin Luise in ihren Briefen und in Zeugnissen Mitlebender. Hermann Hass. 1929
- Stedinger, Friesen, Dithmarscher. Hermann Lübbing. 1929
- Wikingerfahrten und Normannenreiche. Joseph O. Plassmann. 1929
- Altdeutsche Kultgebräuche. Paul Herrmann. 1928
- Alte Handwerkerschwänke. Hermann Gumbel. 1928
- Das Leben Kaiser Heinrichs des Vierten des Saliers. Friedrich Wilhelm Schaafhausen. 1928
- Das Leben Kaiser Konrads des Zweiten des Saliers. Joseph O. Plassmann. 1928
- Das Leben Kaiser Ottos des Großen. Joseph O. Plassmann. 1928
- Das Leben von Albrecht Dürer. Paul Theodor Hoffmann. 1928
- Der Deutsche Orden im Werden und Vergehen. Wilhelm Kotzde-Kottenrodt. 1928
- Die Fugger. Otto Hermann Brandt. 1928
- Herrschaft und Untergang der Goten in Italien. Robert Kohlrausch. 1928
- König Heinrich der Vogler. Joseph O. Plassmann 1928
- Leben, Künste und Meinungen des viel beschrieenen Theophrastus Paracelsus von Hohenheim. Will-Erich Peuckert. 1928
- Südtirol. Johann Wilhelm Mannhardt. 1928
- Turnvater Jahn. Edmund Neuendorff. 1928
- Das Leben des Kaisers Friedrich II. von Hohenstaufen. Joseph O. Plassmann. 1927
- De starke Baas. Johann Kruse. 1927
- Der Große Kurfürst. Friedrich Wilhelm Schaafhausen. 1927
- Deutsches Frauenleben in der Zeit der Sachsenkaiser und Hohenstaufen. Lulu von Strauß und Torney. 1927
- Die Wartburg. Otto Karl Müller. 1927
- Ernst Abbe als Führer zur Volksgemeinschaft. Werner Wesselhoeft. 1927
- Langobardische Königsgeschichten. Walther Bulst. 1927
- Rund um Wallenstein. Alfred Weise. 1927
- Sanct Brandans Meerfahrt. Das Volksbuch, erneuert von Richard Benz. 1927
- Selbstzeugnisse zu Bauerntum und Natur. Otto von Bismarck. 1927 / zsgefaßt von Hermann Haß
- Tanzlieder. Neidhart, von Reuental. 1927
- Alte deutsche Tierfabeln. Wolfgang Stammler. 1926
- Alte Heilkräuter. Heinrich Marzell. 1926
- Andreas Hofer oder Der Bauernkrieg in Tirol. Will-Erich Peuckert. 1926
- Brunhilde und Fredegunde. Heinrich Timerding. 1926
- Das Leben der heiligen Elisabeth. Lulu von Strauß und Torney. 1926
- Das Leben Heinrichs des Löwen. Friedrich Wilhelm Schaafhausen. 1926
- Deutsche Bauernweistümer. Eberhard von Künßberg. 1926
- Die deutsche Hanse. Konrad Maß. 1926
- Die hallischen Jahreslaufspiele / Bd. 1. Vorfrühling; Karnaval – Fasenacht; Ostern; Mai. 1926
- Die hallischen Jahreslaufspiele / Bd. 2. Mittsommer-Sonnenwende; Herbst – Ernte; Jahresende; Mittwinter; Ein kleines Frühlingsspiel; Ein Vor-Frühlings-Spiel f. Kinder. 1926
- Die Kaiserchronik. Hrsg. von Walther Bulst. 1926
- Die Sagen vom Berggeist Rübezahl. Will-Erich Peuckert. 1926
- Feldmarschall Blücher. Karl Pagel. 1926
- Germanische Spruchweisheit. Hans Naumann. 1926
- Gustav Adolf und der 30jährige Krieg. Werner Milch. 1926
- Herrschaft und Untergang der Hohenstaufen in Italien. Robert Kohlrausch. 1926
- Jürgen Wullenwever, Lübecks großer Bürgermeister. Ludwig Tügel. 1926
- Kämpfe der Schweiz mit Karl dem Kühnen. Hans von Berlepsch-Valendas. 1926
- Kaiser Friedrich Barbarossa in der Geschichte. Trude Richter. 1926
- Lebenskämpfe der alten Hansestadt Bremen. Sophie D. Gallwitz. 1926
- Stilzel, der Kobold des Böhmerwaldes. Hans Watzlik. 1926
- Vom deutschen Jahreslauf im Brauch. Hans Hahne. 1926
- Vun wilde Keerls in'n Brook. Hans Friedrich Blunck. 1926
- Zauber und Segen. Eugen Fehrle. 1926
- Alte Bauernschwänke. Hermann Gumbel. 1925
- Alte Landsknechtsschwänke. Fritz Wortelmann. 1925
- Altgermanisches Frauenleben. Ida Naumann. 1925
- Dänische Heldensagen nach Saxo Grammaticus. Paul Herrmann. 1925
- Das Volksbuch von Barbarossa und Geschichten von Kaiser Friedrich dem Anderen. Trude Richter. 1925
- Die Pflanzen im deutschen Volksleben. Heinrich Marzell. 1925
- Marienlegenden nach alten niederländischen Texten. P. Zaunert. 1925
- Nordische Heldensagen nach Saxo Grammaticus. Paul Herrmann. 1925
- Plattdeutsche Märchen. Paul Zaunert. 1925
- Rheinsberg und der junge Friedrich. Alfred Weise. 1925
- Sanssouci und Friedrich der Große. Alfred Weise. 1925
- Vlämische Märchen. Georg Goyert. 1925
- Wendische Sagen. Friedrich Sieber. 1925